# GAC GS5
GAC GS5 — компактный кроссовер, выпускаемый китайской компанией GAC Group.

## Первое поколение
Автомобиль GAC GS5 впервые был представлен 1 марта 2011 года. Продажи начались в апреле 2012 года. Цены составляли от 123800 до 229800 юаней. За всю историю производства автомобиль оснащался двигателями внутреннего сгорания объёмом 1,8—2,4 литра. В 2014 году автомобиль прошёл рестайлинг и стал называться Trumpchi GS5 Super.

### Галерея

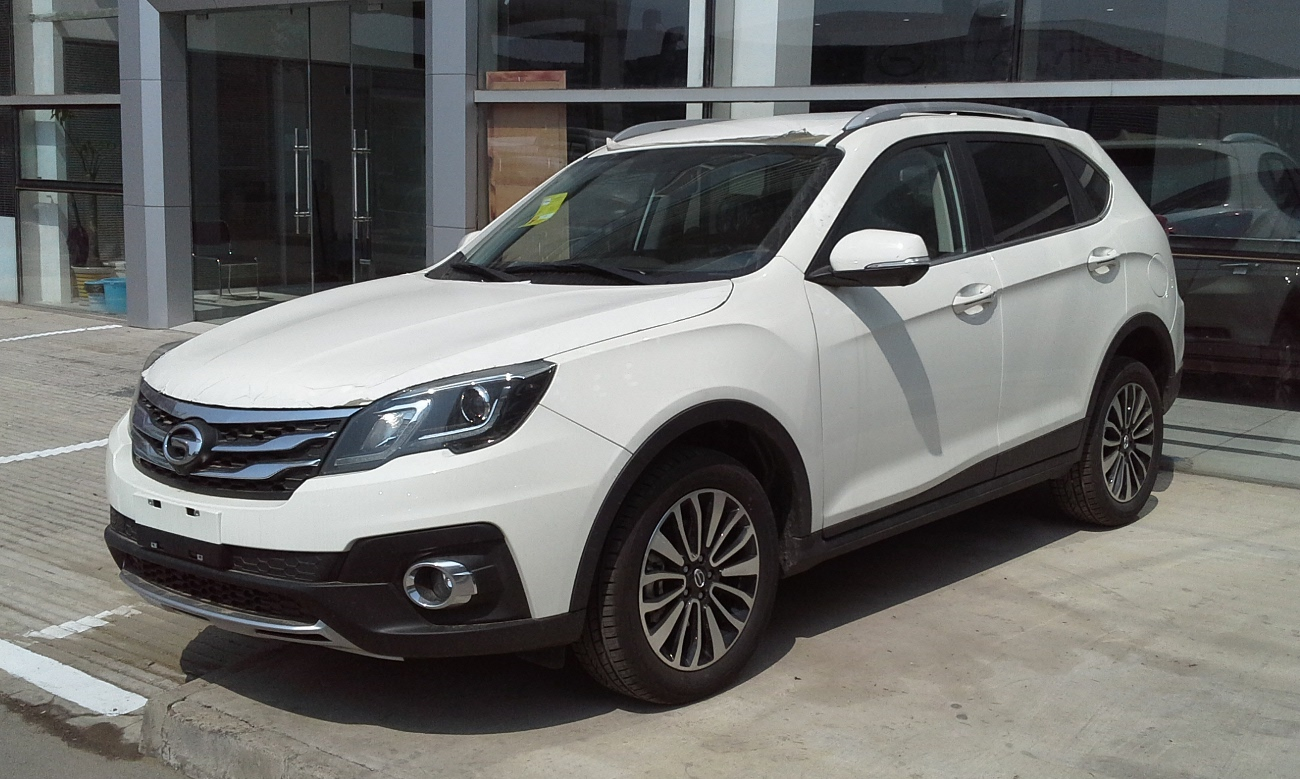
GAC Trumpchi GS5
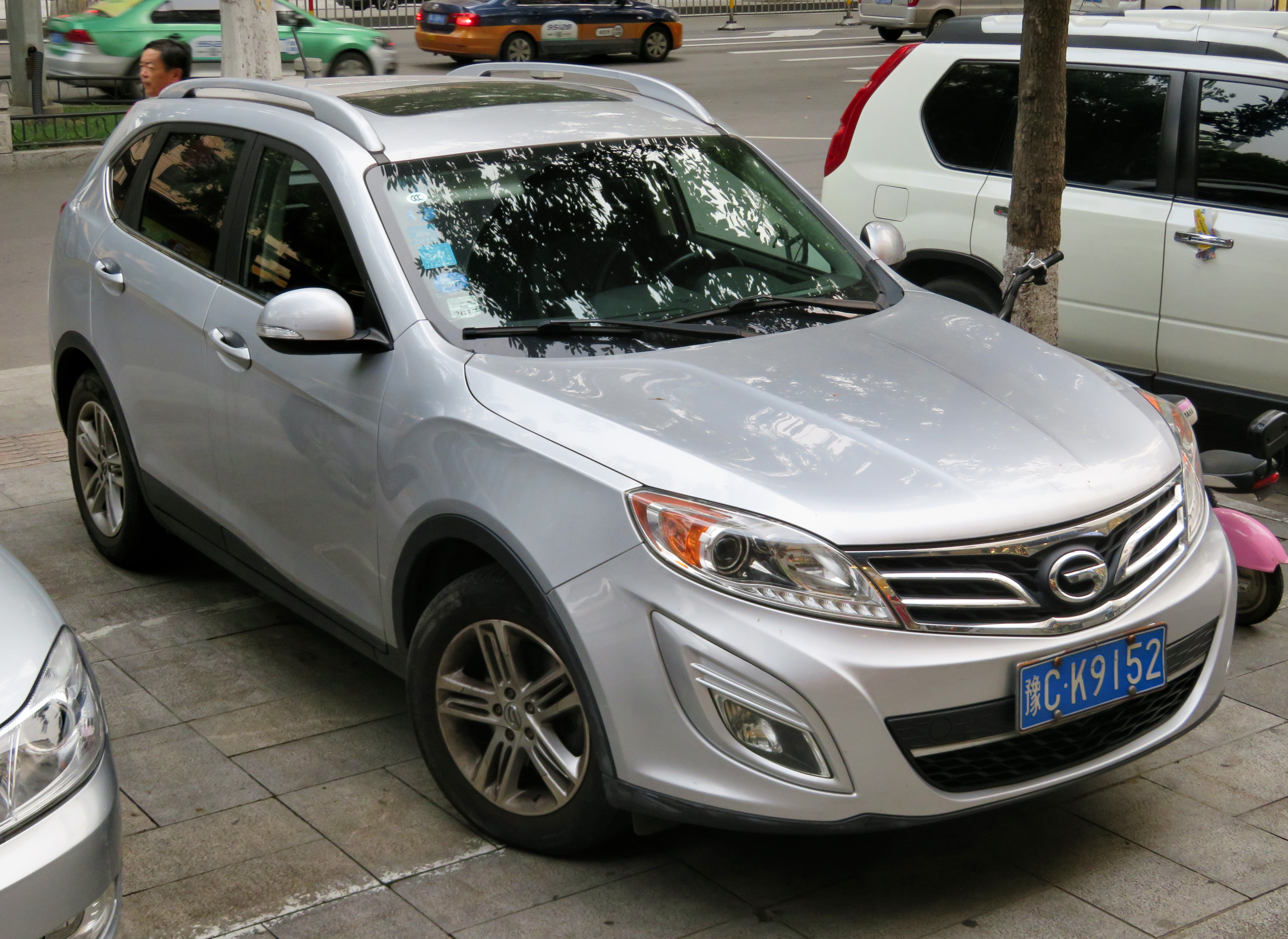
Trumpchi GS5
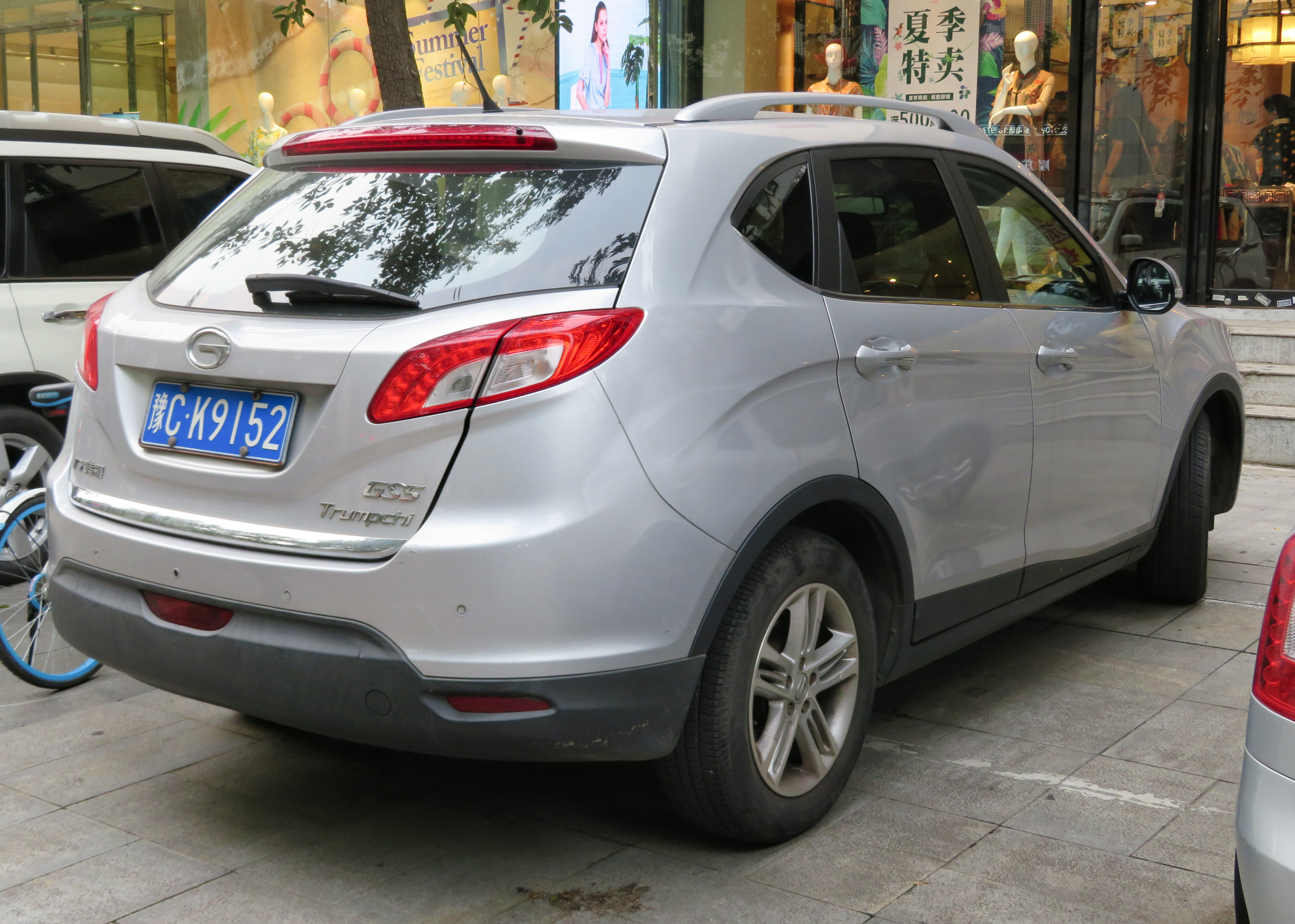
Вид сзади
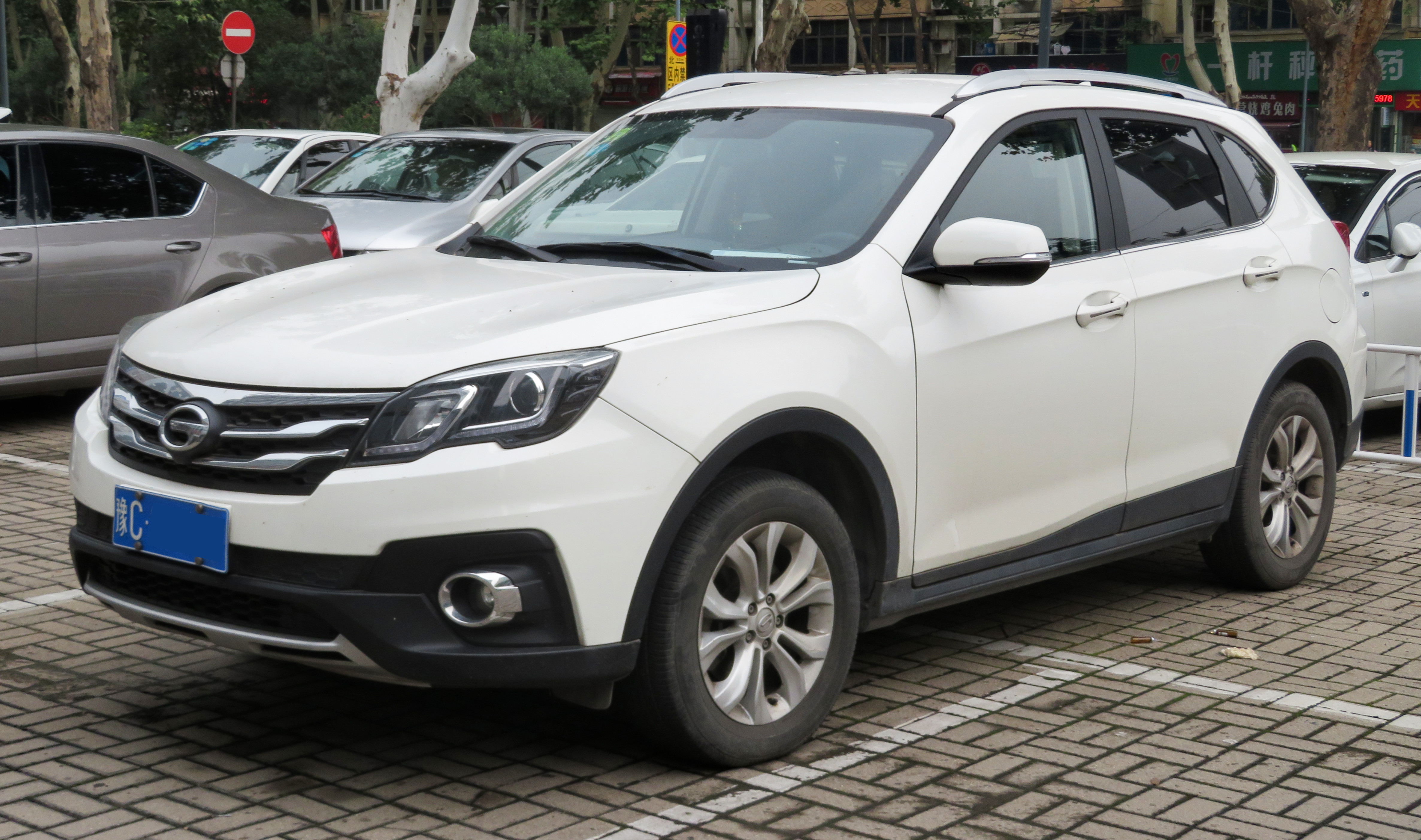
Trumpchi GS5 Super
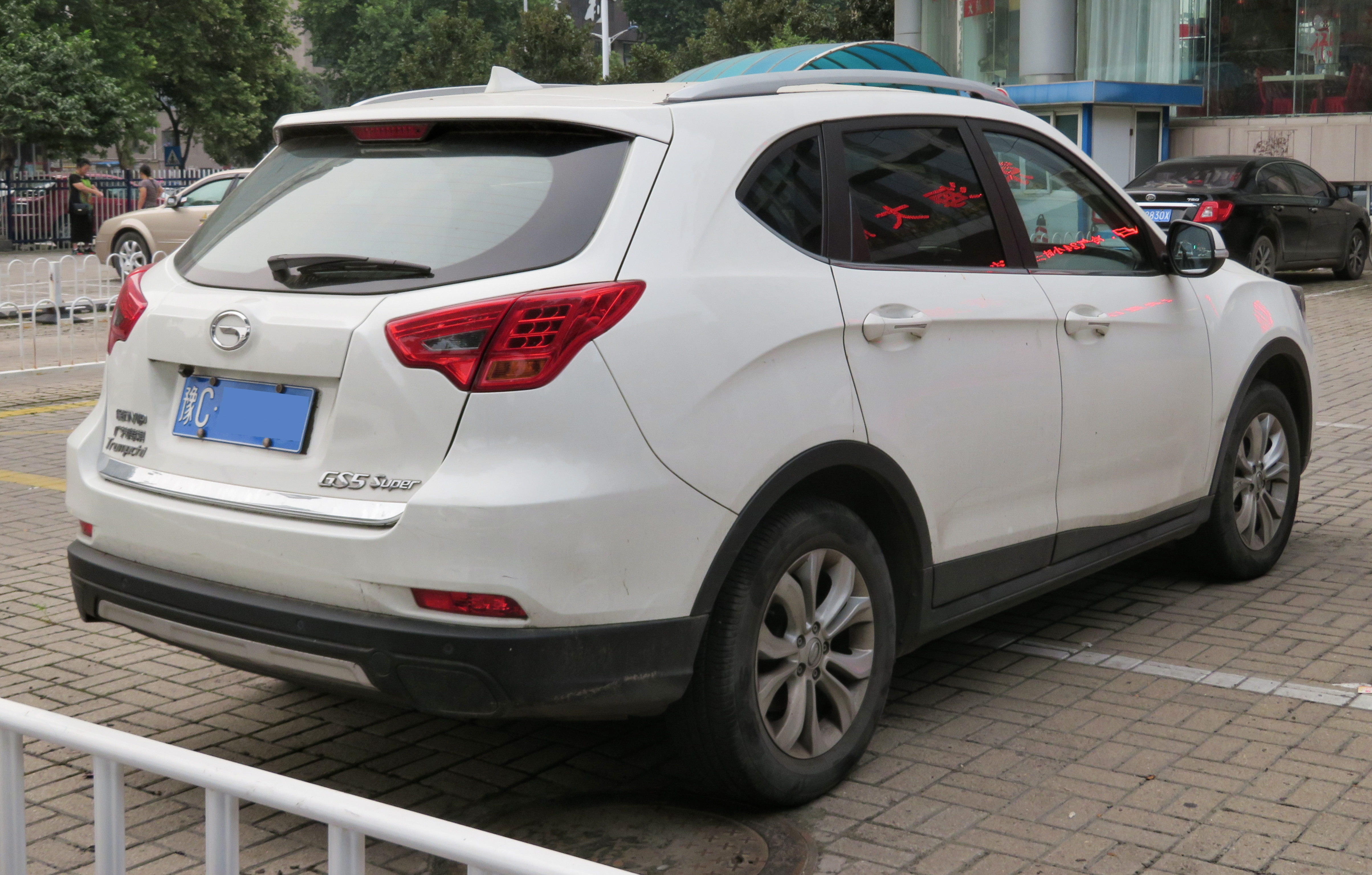
Вид сзади

## Второе поколение
Второе поколение GAC GS5 было представлено на Парижском автосалоне 2018 года. Цены составляли от 120000 до 175000 юаней. В автомобиль была внедрена система Trumpchi Cloud Concept 2.0 со встроенной навигацией. В Латинской Америке автомобиль называется Dodge Journey в комплектациях SXT, Sport и GT. В 2021 году автомобиль прошёл рестайлинг и стал называться Trumpchi GS4 Plus. Также поставляется на российский рынок вместе с GAC GS8 и GAC GN8, но с передним приводом.

### Галерея

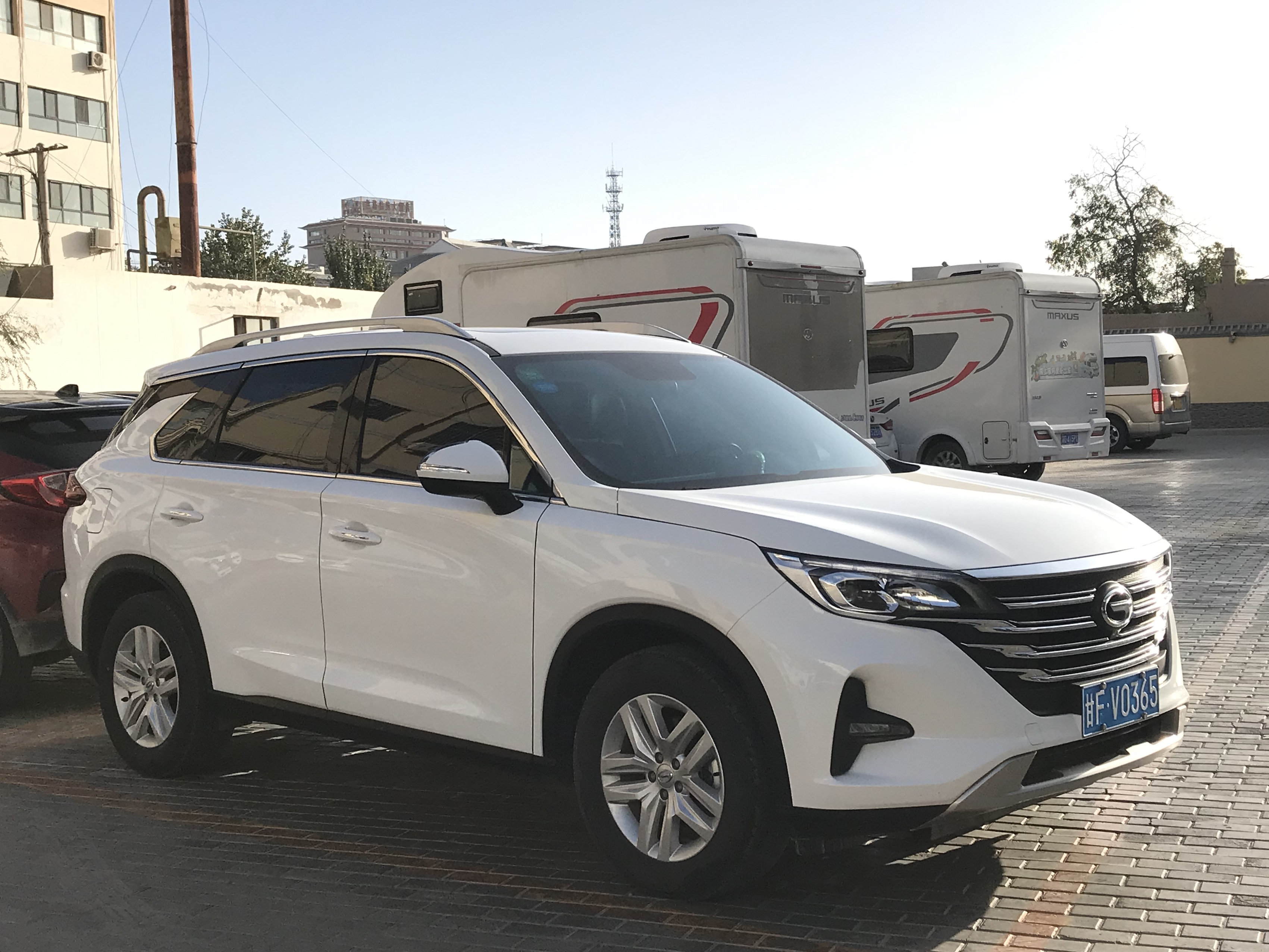
Второе поколение Trumpchi GS5
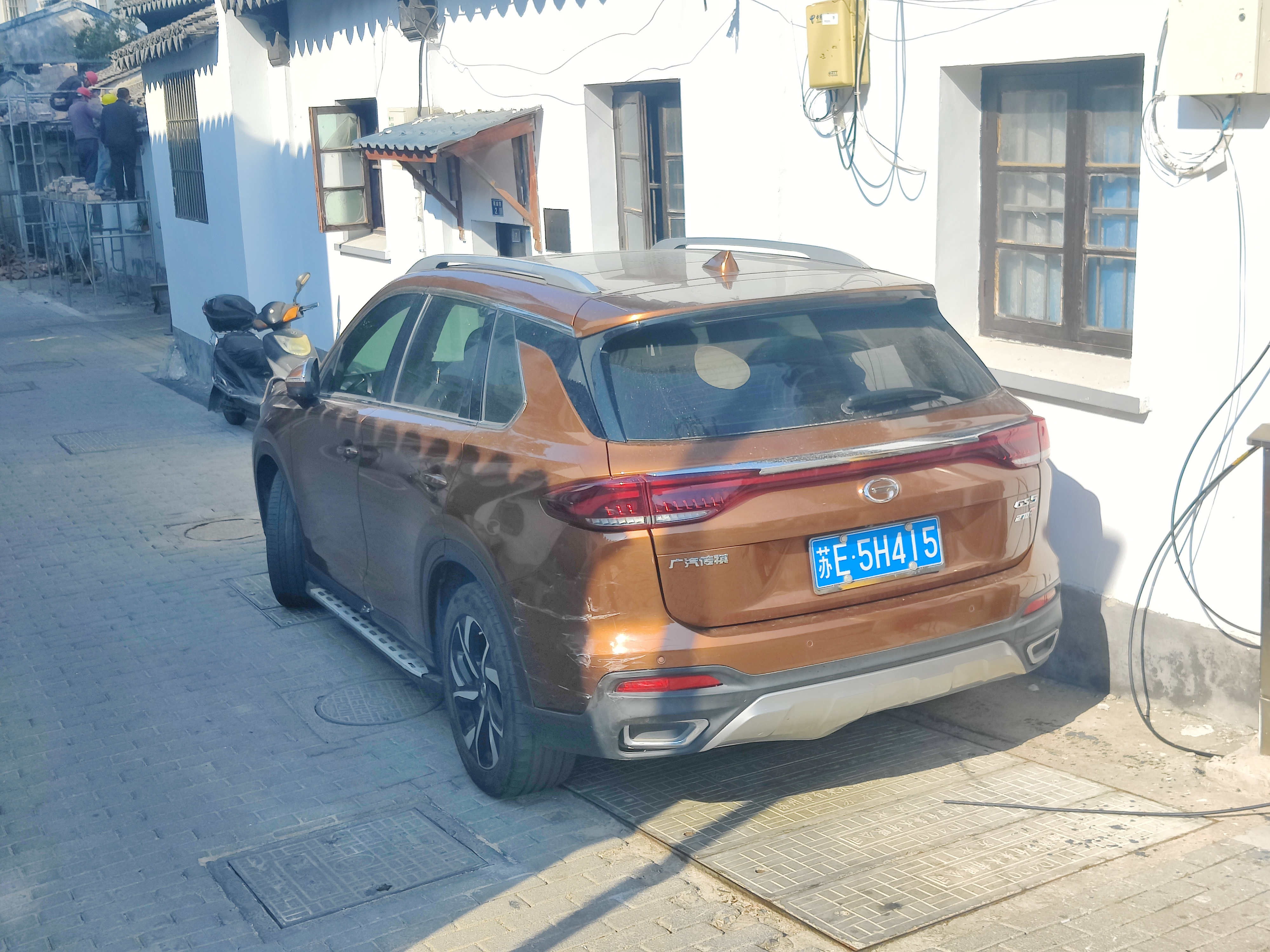
Вид сзади
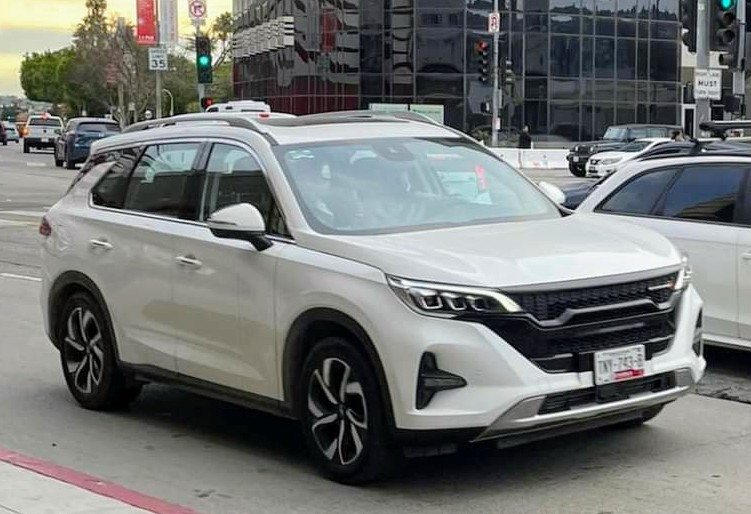
Dodge Journey
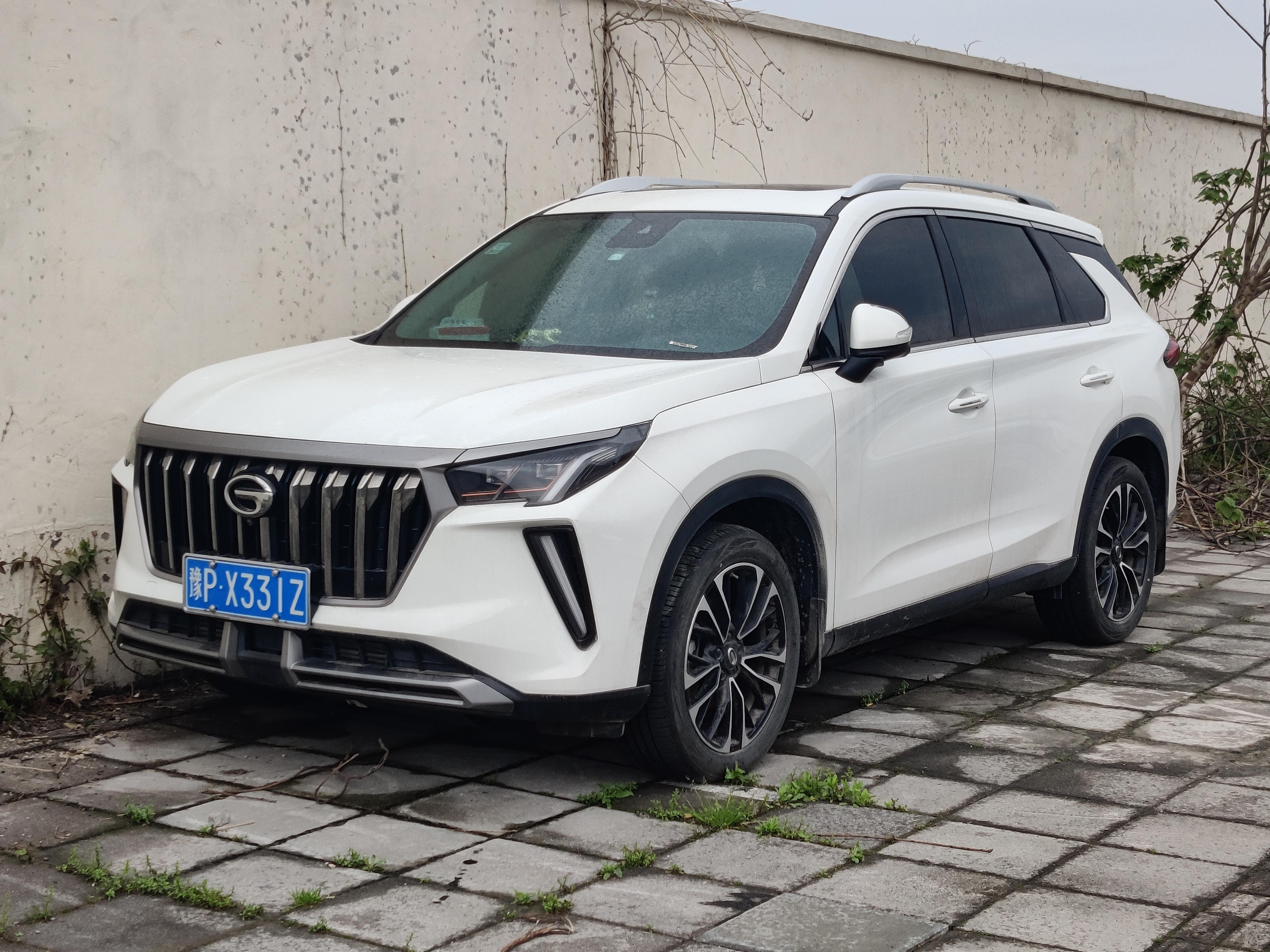
Trumpchi GS4 Plus
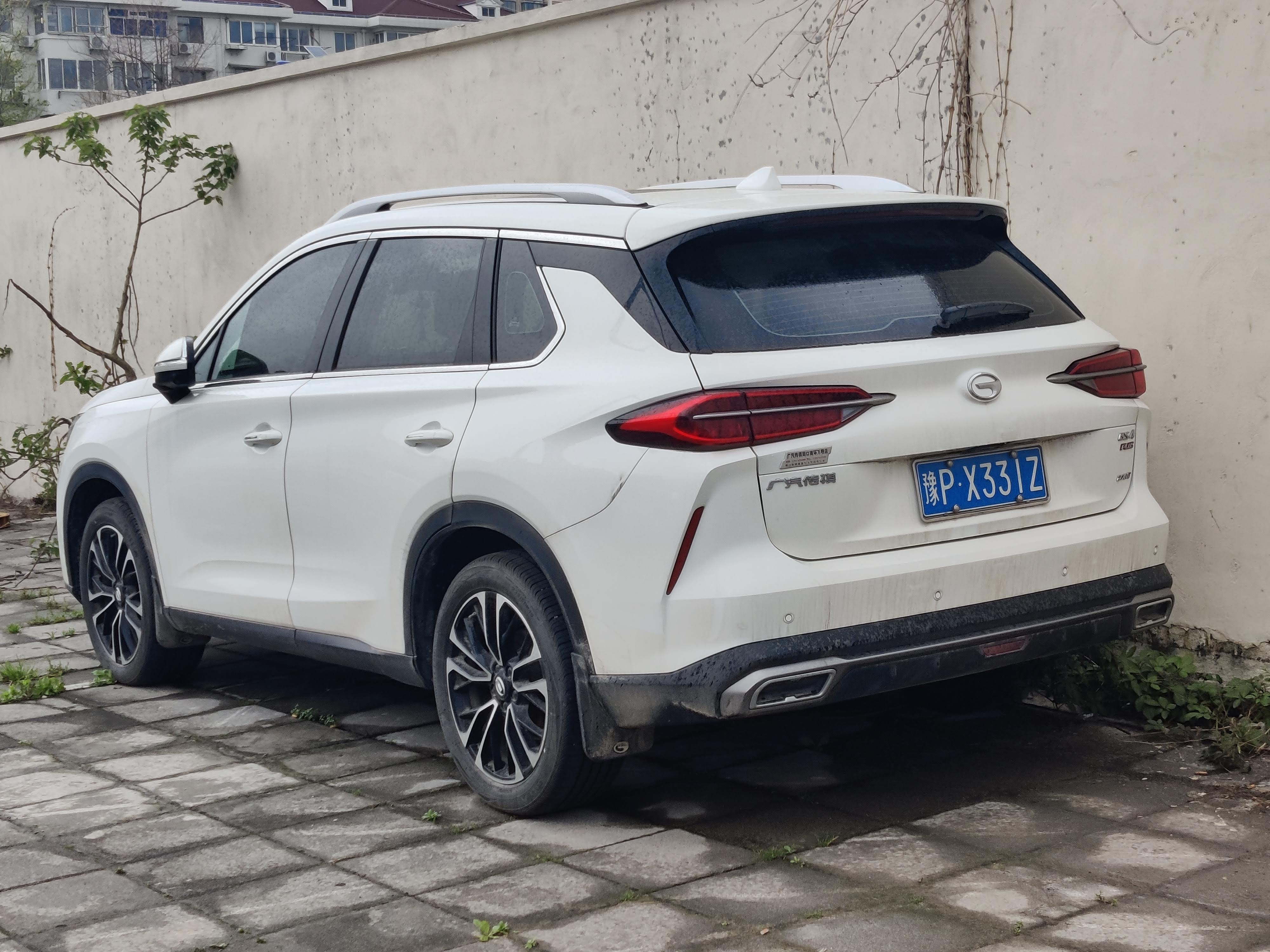
Вид сзади

## Продажи
| Год  | Китай | Мексика (Dodge Journey) |
| ---- | ----- | ----------------------- |
| 2012 | 24447 |                         |
| 2013 | 65742 |                         |
| 2014 | 76131 |                         |
| 2015 | 26327 |                         |
| 2016 | 7526  |                         |
| 2017 | 1419  |                         |
| 2018 | 14598 |                         |
| 2019 | 47054 |                         |
| 2020 | 18629 |                         |
| 2021 | 9911  | 2209                    |
| 2022 |       | 9119                    |

## На рынке России
На рынке России продавался с сентября 2020 и до мая 2024 года, был доступен в двух «старших» комплектациях Luxe и Premium стоимостью 2 млн 249 тыс. рублей и 2 млн 709 тыс. рублей.